# シンガポール・ライオンズXII
シンガポール・ライオンズXII（シンガポール・ライオンズ・トゥエルブ）とは、マレーシアサッカーリーグに加盟していたシンガポールのクラブチームである。

## 概要
シンガポールはマレーシアサッカー協会が1921年に結成されると同時に、同協会が主催のリーグ戦に「シンガポールFA（シンガポール・ライオンズ）」というクラブチームで参加。マレーからの分離・独立後も継続参戦を続け、1994年にはリーグ戦とマレーシアカップの2冠を成し遂げるなど、マレーリーグの強豪として知られていた。しかし、八百長疑惑などでその年を最後にマレーリーグから追放される。その後1996年に自国の国内リーグとして「Sリーグ」が結成。現地のマレー人のチームだけでなく、中国人、日本人/日系人、アフリカ人等のクラブチームが加盟してリーグ戦を行っている。
そんな中の2011年7月にシンガポールの地元新聞が、「マレーシアリーグにシンガポールのチームが復帰」と報じた。これはシンガポールサッカー協会とマレーシアサッカー協会が23歳以下の若手を中心として互いの国のサッカーリーグに2012年から参加させるというものであった。そこでシンガポールサッカー協会がマレーリーグ「復帰」に際し「ライオンズXII」を結成することになった。チーム名は結成年度の2012年であると共に、12番目のフィールド選手であるサポーター（応援団）と一体となってチームを盛り上げるという意味がこめられている。
当初はシンガポール在住マレー人を中心に23歳以下を原則とするものの、オーバーエイジとしてフィールドプレーヤーについては5人まで（ゴールキーパーは人員制限なし）の24歳以上の選手、また外国人も2人までとする方針だったが、Sリーグに参加する同趣旨の「ヤング・ライオンズ」も原則23歳以下で構成されていることや、シンガポールでは20歳前後は兵役義務（軍隊、警察、消防他）の任務が必要で、兵役者はチーム参加の場合、関係当局の許諾を得なければいけないため、23歳以下だけで結成するというのは困難であるとして、フィールドプレーヤーの上限を28歳に引き揚げた。
なお年齢制限・国籍条件こそあるものの、Sリーグのヤング・ライオンズや、マレー協会がSリーグに派遣したハリマウ・ムダと同じように、必ずしもその国の年代別ナショナルチームと同じではなく、あくまでもシンガポール協会が運営する若手育成型クラブチームという位置づけである。その結成最初の2012年はGKを含め全員が28歳以下、そのうち23歳以下が17人を占めているが、外国籍選手はいない。また大半の選手はSリーグ（ヤング・ライオンズを含む）の所属チームからの移籍などである。
なお本来スーパーリーグの成績下位2チームはマレー2部の「プレミアリーグ」に自動的に降格するシステムであるが、ライオンズXIIについては少なくとも2015年までの4年間は降格条件の成績で終わったとしてもスーパーリーグに残留することが取り決めとして決定している。
しかし、2015年11月にマレーシアサッカー協会はシンガポールサッカー協会との次年度以降のチーム派遣をしない方針を発表し、それに伴ってシンガポール・ライオンズXIIはマレーシア・スーパーリーグからの撤退が決まった。これによってチームの解散が決定、所属選手がSリーグ内のチームに移籍する場合はその給与は維持される事となった。

## 獲得タイトル

### 国内タイトル
- マレーシアFAカップ：1回
  - 2015

### 歴代主将
| 年        | 選手名               |
| --------- | -------------------- |
| 2012–2013 | シャーリル・イシャク |
| 2014      | イサ・ハリム         |
| 2015      | イズワン・マハブド   |